# Lycodes marisalbi
Lycodes marisalbi és una espècie de peix de la família dels zoàrcids i de l'ordre dels perciformes.

## Morfologia
- Els mascles poden assolir 21,3 cm de longitud total.[4][5]

## Hàbitat
És un peix marí, de clima polar i demersal que viu entre 91-335 m de fondària.

## Distribució geogràfica
Es troba a la Mar Blanca.

## Costums
És bentònic.

## Observacions
És inofensiu per als humans.